# Chelsey Reist
Chelsey Marie Reist est une actrice canadienne née le 4 janvier 1987 à Edmonton dans l'Alberta au Canada. Elle interprète depuis 2014, Harper Mcintyre dans la série Les 100.

## Biographie
Chelsey Reist est née le 4 janvier 1987 à Edmonton au Canada. Elle est diplômée de la Capilano University (établissement d'enseignement supérieur au Canada) en "acting for the stage and screen ". Depuis elle a participé à des publicités, des séries télévisées (Les 100, The Tomorrow People, Psych) et des films, notamment d'horreur (No Tell Motel). Actrice professionnelle, elle fait également de la danse depuis 16 ans, allant de la danse Jazz, Moderne ou encore Classique. Elle a participé à de nombreuses compétitions.

## Filmographie

### Cinéma
| Année | Titre                              | Rôle              |
| ----- | ---------------------------------- | ----------------- |
| 2009  | The Compass (court métrage)        | La fille en rouge |
| 2009  | In the Key of Evil (court métrage) | Jenny             |
| 2012  | Crowsnest                          | Amanda            |
| 2012  | Mon ami                            | Crystal Halbern   |
| 2012  | No Tell Motel                      | Rachel            |
| 2013  | 12 Rounds 2 : Reloaded             | Amber             |
| 2013  | Embrace of the Vampire             | Sarah Campbell    |
| 2015  | Wandering Hearts                   | Amanda            |
| 2016  | Dark Harvest (en)                  | Alexis Caine      |

### Télévision

#### Séries télévisées
- 2011 : True Justice (saison 1, épisode 9) : Gangster Mole
- 2011 : City Lights
- 2011-2014 : Psych (2 épisodes) : La fille Trash/La belle femme
- 2013 : The Tomorrow People (saison 1, épisode 7) : Krysten
- 2014-2019 : Les 100 : Harper McIntyre
- 2015 : Retour à Cedar Cove (saison 3, épisode 10) : Jennifer
- 2016 : Miranda's Rights (saison 1, épisode 1) : Xara
- 2016 : Aftermath (saison 1, épisode 7) : Anna
- 2017 : Supernatural (saison 13, épisode 3) : Dede
- 2018 : Van Helsing (saison 3, épisode 11) : Kelly
- 2018-2020 : NarcoLeap (14 épisodes) : Kelsey Atkins
- 2019 : Morning Show Mysteries (mini-série, épisode 5) : Harper
- 2020 : Flimsy : Phina
- 2021 : Foragers (saison 1, épisode 1) : Lydia Hayes

#### Téléfilms
- 2012 : Marié avant Noël (A Bride for Christmas) de Gary Yates : Patty
- 2014 : Le pire des mensonges (Sole Custody) de Brenton Spencer : La femme de Barry
- 2014 : L'étincelle de l'amour (When Sparks Fly) de Gary Yates : Carla
- 2014 : Une ombre sur le mariage (Wedding Planner Mystery) de Ron Oliver : Diane Parry
- 2015 : La boutique des secrets : La Robe de la mariée (Garage Sale Mysteries: The Wedding Dress) de Peter DeLuise : Meg jeune
- 2016 : L'héritage de Noël (Christmas Cookies) de James Head : Kelly
- 2020 : Une bague pour Noël (The Christmas Ring) de Troy Scott : Trish Jones
- 2020 : Les petits meurtres de Ruby : prédiction mortelle (Ruby Herring Mysteries: Prediction Murder) de Neill Fearnley : Emily
- 2021 : Je ne suis pas une mauvaise mère ! (My Husband's Killer Girlfriend) de Troy Scott : Valerie Dobbs
- 2021 : Sealed with a Kiss: Wedding March 6 de David Weaver : Jess
- 2023 : L'enfant du crépuscule ( Twilight child) et Les démons de la nuit (Midnight whispers) : Beth-Ann